# Mahō Sentai Magiranger
Mahō Sentai Magiranger (魔法戦隊マジレンジャー Mahō Sentai Majirenjā?) (traducido como Escuadrón Mágico Magiranger) es la 29.ª temporada de la franquicia Super Sentai Series, producida por Toei Company y emitida en TV Asahi del 13 de febrero de 2005 al 12 de febrero de 2006, constando de 49 episodios. Es la tercera temporada desde Chikyu Sentai Fiveman y Kyūkyū Sentai GoGo-V que el equipo principal todos son hermanos.

## Argumento
Sin que lo supieran los humanos, hubo una guerra entre los reinos mágicos de Infershia y Magitopia. Después de ser aprisionados en la Tierra durante quince años, los de Infershia han regresado para vengarse por su cautiverio. Cuando se produce el ataque, cinco hermanos ven cómo su madre cambia frente a ellos y les entrega los MagiPhones para convertirse en un equipo mágico. Ahora con poderes, los cinco juran seguir el legado de su familia.

## Personajes

### Magiranger
La familia Ozu (小津一家 Ozu Ikka?) es una familia de magos de varias especialidades y que se transforman en los Magiranger. El lema del equipo es "¡Nuestro desbordante coraje se convierte en magia!"
- Kai Ozu (小津 魁 Ozu Kai?)/Magi Red (マジレッド Maji Reddo?): Es el más joven de los hermanos con 17 años. Es un mago rojo, un hechicero que tiene el poder del fuego, y a pesar de ser el más joven, es el líder del equipo. Es un estudiante de último curso de secundaria que juega al fútbol y se pelea mucho con Tsubasa. Es simple e impulsivo, lo que le lleva a cometer con frecuencia errores, pero también es positivo, de buen corazón y muy valiente para su edad. Odia que le traten como un niño y se esfuerza mucho para ganarse la aprobación. Apenas era un niño cuando su padre desapareció, por lo que no tiene recuerdos de él.
- Tsubasa Ozu (小津 翼 Ozu Tsubasa?)/Magi Yellow (マジイエロー Maji Ierō?): Es el cuarto hijo de la familia con 19 años, y el segundo varón. Es un mago amarillo, con el poder del trueno. Es intuitivo, pragmático, racional e inteligente, aunque un poco perezoso e irresponsable a veces, lo que le convierte en el rebelde de la familia. Riñe mucho con Kai y le hace poco caso a la naturaleza mandona de Makito, lo que le gana la ira de sus hermanos tanto mayores como menores, aunque en el fondo, les quiere a ambos. Aun así, está muy cercano a su hermana mayor Hōka, a pesar de lo diferentes que son. También boxea e incluso da clases cuando no está luchando como mago.
- Urara Ozu (小津 麗 Ozu Urara?)/Magi Blue (マジブルー Maji Burū?): Es la mediana de la familia con 20 años, y la hermana menor de las dos chicas. Es una maga azul, con el poder del agua. Tiene una personalidad gentil, amable, pensativa y cuidadora, aunque también es estricta, un poco exigente, y muy capaz de mostrarse violenta cuando quiere. También es muy buena cocinera. Así, actúa como la madre postiza del grupo, y también porque sus hermanos mayores son unos cabezas locas. Suele mantener una actitud pasiva, escuchando a los otros y mordiéndose la lengua, ocultando sus propios sentimientos de dolor y nervios, hasta que no aguanta más y explota violentamente.
- Hōka Ozu (小津 芳香 Ozu Hōka?)/Magi Pink (マジピンク Mahōtsukai Maji Pinku?): Es la segunda hija de la familia con 22 años, y la hermana mayor de las chicas. Es una maga rosa, con el poder del viento. Es una persona alegre, frívola y de perdón fácil. Ya ha pasado por muchos novios, y su frase habitual es "¡Yahoo!". Aun así, sabe concentrarse, y puede causar problemas. Sin embargo, también siempre ve el lado positivo de las cosas, y se niega a juzgar nada por prejuicios, excepto a Infershia, lo que a veces la lleva a discutir con su hermano mayor. Cuando le da la gana, trabaja como modelo.
- Makito Ozu (小津 蒔人 Ozu Makito?)/Magi Green (マジグリーン Maji Gurīn?): Es el mayor de los cinco hermanos con 24 años, un mago verde, con el poder de la tierra. Pasa la vida cultivando verduras en su propiedad, la "Granja Aniki", y cocina el mismo deliciosas recetas. Suele ser alegre y ruidoso, y se mueve a su propio ritmo, pero también tiene un tremendo genio y puede poner de los nervios a la gente cuando intenta imponer sus ideas a otros. Tiende a actuar como una figura paternal para sus hermanos, aunque aun así reconoce a su hermano pequeño como el líder del equipo, y aunque a veces parece demasiado emocional y despótico, es ciertamente el eje del equipo.
- Hikaru (ヒカル Hikaru?)/Magi Shine (マジシャイン Maji Shain?): Es la forma humana del Santo Celestial Sungel (天空聖者サンジェル Tenkū Seija Sanjeru?), un Santo Celestial con el poder del sol, y que ha luchado contra monstruos de Infershia en el pasado. Se transformó en rana como efecto secundario de sellar a Raigel hace 15 años, y solo Urara pudo romper el hechizo, ya que solo el beso de una maga azul podía liberarle. Tras ser liberado, Sungel tomó el nombre "Hikaru" (ヒカル?) (que significa "luminoso"), nombre que le puso Hōka por el brillante aura que despedía como rana cuando le encontraron; y decidió ayudar a los hermanos Ozu como su mentor enseñándoles los caminos de la magia, y yendo en su ayuda cuando le necesitaran. .
- Miyuki Ozu (小津 深雪 Ozu Miyuki?)/Magi Mother (マジマザー Maji Mazā?): Es una madre ideal que crio a sus cinco hijos sola después de que Isamu desapareció. Este le hizo prometer guardar muchos secretos para ellos, sobre todo la verdad sobre Isamu y ella. Es una persona cuidadora y simpática, y muestra piedad incluso hacia Infershia. En el pasado, fue a Magitopia a ver a Magiel, a quien convenció con su valor para que le entregara a ella y sus hijos los medios para luchar contra Infershia si alguna vez volvían al mundo. Desde entonces, Miyuki se convirtió en maga blanca, con el poder del hielo.
- Isamu Ozu (小津 勇 Ozu Isamu?)/Wolzard Fire (ウルザードファイヤー Uruzādo Faiyā?): Es la forma humana del Santo Celestial Blagel (天空聖者ブレイジェル Tenkū Seija Bureijeru?), el mejor guerrero y el campeón de los Santos Celestiales, que lleva el poder del fuego. Era muy querido por sus aliados y familia, y aunque era su mayor enemigo, también era respetado por los altos mandos de Infershia. Tomó forma humana y se casó con Miyuki, pero tuvo que abandonar a su familia cuando la guerra entre Magitopia e Infershia se recrudeció. Antes de marcharse, Isamu le hizo prometer a Miyuki que no revelaría la verdad sobre la magia a sus hijos hasta que no fuera estrictamente necesario.

### Aliados
- Mandora Boy (マンドラ坊や Mandora Boya?): Es una pequeña mandrágora que los Magiranger encontraron en sus habitaciones secretas. A pesar de estar en una maceta, puede saltar y volar. También puede salir de la maceta, lo que, como se sabe de su especie, le provoca emitir un grito ensordecedor, aunque la experiencia es igual de dolorosa para él.
- Yuka Yamazaki (山崎 由佳 Yamazaki Yuka?): Es la entrenadora del equipo de fútbol del colegio de Kai, quien está enamorado de ella, aunque ella se ha enamorado de Magi Red sin saber que este es Kai.
- Smoky, el gato mágico (魔法猫スモーキー Maho Neko Sumoki?): Es un travieso gato genio propiedad de Hikaru, que reside en la Magi Lamp, que se encontró en la cueva que era la tumba de Raigel.
- Santos Celestiales (天空聖者 Tenku Seija?): Los poderes mágicos de los Magiranger provienen de los Santos Celestiales, unas entidades mágicas y sagradas que viven en Magitopia, un paraíso celestial creado por los Cinco Magos Legendarios. Se dice que cuando los humanos obtienen poderes mágicos suficientes, se convierten en Santos Celestiales, pero entonces pierden todos sus recuerdos de cuando eran humanos.
  - Santo Celestial Flagel (天空聖者フレイジェル Tenku Seija Fureijeru?): Es el Mago Legendario de Fuego, representado por un Mago Rojo.
  - Santo Celestial Volgel (天空聖者ボルジェル Tenku Seija Borujeru?): Es el Mago Legendario del Trueno, representado por un Mago Amarillo.
  - Santa Celestial Splagel (天空聖者スプラジェル Tenku Seija Supurajeru?): Es la Maga Legendaria del Agua, representada por una Maga Azul.
  - Santa Celestial Wingel (天空聖者ウインジェル Tenku Seija Uinjeru?): Es la Maga Legendaria del Viento, representada por una Maga Rosa.
  - Santo Celestial Groungel (天空聖者グランジェル Tenku Seija Guranjeru?): Es el Mago Legendario de la Tierra, representado por un Mago Verde.
  - Santa Celestial Lunagel (天空聖者ルナジェル Tenku Seija Runajeru?): Tiene el poder de la Luna. Por algún motivo, perdió sus recuerdos y se convirtió en humana. En la actualidad, tras años vagabundeando, Kai la rescata llamándola Rin (リン?), los Magiranger intentan hacerle recuperar la memoria.
  - Santo Celestial Chronogel (天空聖者クロノジェル Tenku Seija Kuronojeru?): Es el creador de la magia reversiva que influye sobre el tiempo. Al verla demasiado peligrosa para que nadie la use más que él, Chronogel pone una maldición sobre la magia reversiva para todo aquel que la use excepto él, retirándose y sellándose a sí mismo.
  - Santo Celestial Snowgel (天空聖者スノウジェル Tenku Seija Sunojeru?): Tiene el poder del hielo, y le representa un Mago Blanco. Es el mayor de los Santos Celestiales, y fue alumno de los Cinco Magos Legendarios, con el poder para despertar la magia dormida dentro de una persona.
  - Santa Celestial Suprema Magiel (天空大聖者マジエル Tenku Daiseija Majieru?): Tiene poder sobre toda la magia. Es la líder y la más poderosa de todos los Santos Celestiales. Vive en el Templo Celestial, el punto más alto en Magitopia, y es una giganta.

### Arsenal
- Magi Phone (マギフォン Magi Fon?): Son los dispositivos de transformación de los Magiranger, que funcionan con el hechizo "Māgi, Magi, Magiro".
- Magi Sticks (マギスティック Magi Sutikku?): Son las varitas mágicas de los Magiranger. Las de Magi Red, Magi Yellow y Magi Green se transforman en armas diversas, respectivamente una espada, un arco y un hacha. Las de Magi Blue, Magi Pink y Magi Mother nunca se transforman, y la de Magi Mother es más grande.
- Magi Punch (マギパンチ Magi Panchi?): El arma personal de Magi Red, unos guantes mágicos para dar grandes puñetazos.
- GripPhone (グリップフォン Gurippufon?): El dispositivo de transformación de Magi Shine. Tras insertar un Magi Ticket, usa el hechizo "Gōlu Golu Goludīro".
- Magi Lamp Buster (マギランプバスター Magi Ranpu Basutā?): Es el arma de Magi Shine, transformada a partir de la Magi Lamp de Smokey.
- Skarpet (スカーペット Sukāpetto?): La alfombra voladora de Magi Shine.
- Green Muscles (グリーンマッスル Gurīn Massuru?): Magi Green puede lanzar el hechizo "Magi Māgi" para conseguir fuerza especial, con su cuerpo adquiriendo una musculatura extrema. Se hace tan fuerte que puede lanzar a sus hermanos por el aire para realizar ataques aéreos.
- Rock Armor (ロックアーマー Rokku Āmā?): Una versión más poderosa de los Green Muscles, al usar el hechizo "Golu Maagi" el cuerpo de Magi Green se cubre con una armadura rocosa que lo hace invulnerable a las balas.
- Bastones Sagrados Mágicos DialRods (魔法聖杖ダイヤルロッド Mahō Seijō Daiyaruroddo?): Son los predecesores de los Magi Phones, y el resultado de combinar el Magi Phone y el Magi Stick.
- Fire WolzaPhone (ファイアウルザーフォン Faia Uruzāfon?): El dispositivo de transformación de Wolzard Fire, una versión roja de los MagiPhones que usa el hechizo "Gōlu Golu Golu Goludīro".
- WolSabre (ウルサーベル Urusāberu?) y Jagun Shield (ジャガンシールド Jagan Shīrudo?): Las armas de Wolzard Fire.
- Tell-Me Theremín (教えテルミー Oshieterumī?): Una forma arcaica de detectar la actividad no violenta de Infershia, que suena cuando alguno de ellos aparece.
- Anillos del Juramento (誓いのリング Chikai no ringu?): Se dice que los llevaron los Cinco Magos Legendarios que ayudaron a crear Magitopia. Pueden aumentar el poder de los Magi Phones para entregarles sus poderes legendarios.
- Sky Hokies (スカイ箒 Sukai Hōki?): Cinco escobas que sirven como medio de transporte de los Magiranger.
  - Red Sky Hoki: La Sky Hoki de Magi Red.
  - Yellow Sky Hoki: La Sky Hoki de Magi Yellow.
  - Blue Sky Hoki: La Sky Hoki de Magi Blue.
  - Pink Sky Hoki: La Sky Hoki de Magi Pink.
  - Green Sky Hoki: La Sky Hoki de Magi Green.

### Mechas
Con el hechizo "Māgi Magi Magika", los Magiranger se transforman en seres gigantes llamados MagiMajin (マジ魔神 Majimajin?). Al obtener el "Poder Legendario", los Magiranger adquirieron la habilidad de transformarse en Majū (魔獣 majū?), más poderosos que los MagiMajin anteriores.
- Magi King (マジキング Maji Kingu?): Es el fruto de la combinación de los MagiMajin, con el hechizo "Māgi Giruma Magi Jinga". Los Magiranger se materializan en una cabina que recuerda a piezas de ajedrez en un tablero.
- Magi Dragon (マジドラゴン Majidoragon?): Sus cuatro componentes se combinan con el hechizo "Māgi Giruma Jinga". Magi Phoenix lo monta en batalla.
  - Magi Phoenix (マジフェニックス Majifenikkusu?): La forma Majin de Magi Red. Lleva la Phoenix Sword, que combinada con la Mermaid Lance forma el Dragon Lancer. Forma el pecho de Magi King, Fire Kaiser o Saint Kaiser.
  - Magi Garuda (マジガルーダ Majigarūda?): La forma Majin de Magi Yellow. Puede usar sus brazos para atacar, y disparar rayos por los ojos. Forma la espalda, alas y cuello de Magi Dragon así como las alas y espalda de Magi King.
  - Magi Mermaid (マジマーメイド Majimāmeido?): La forma Majin de Magi Blue. Lleva la Mermaid Lance y puede fusionar sus piernas en una cola de pez para nadar en el agua. Forma la cola de Magi Dragon o las piernas de Magi King. El escudo de su espalda se combina con la Taurus Axe para formar el Dragon Tail, y la Mermaid Lance se combina con la Phoenix Sowrd para formar el Dragon Lancer, que se combina con la Dragon Tail para formar a King Calibur.
  - Magi Fairy (マジフェアリー Majifearī?): La forma Majin de Magi Pink. Lleva el Fairy Cutter y puede convertirse en la Magiranger Ball que los otros Magins usan para atacar. Forma la cabeza de Magi Dragon y el esternón de Magi King.
  - Magi Taurus (マジタウロス Majitaurosu?): La forma Majin de Magi Green. Lleva la Taurus Axe. Forma casi todo Magi Dragon (el cuerpo, los brazos y las piernas) y Magi King (cabeza, brazos y espalda).
- Travelion (トラベリオン Toraberion?): Es un tren mágico que Magi Shine usa para cruzar cualquier mundo. Se puede transformar en el Dios Mágico de Acero Travelion (魔法鉄神トラベリオン Mahō Tetsujin Toraberion?) con el hechizo "Goo Goo Goludīro".
- Barikion (バリキオン Barikion?): Es un Majū con forma de caballo que sirve a Wolzard, aparece de debajo del suelo cuando se le invoca con el hechizo "Ū Uru Zazare". Wolzard Fire también es capaz de controlarlo aunque con menos fuerza.
  - WolKentauros (ウルケンタウロス Urukentaurosu?): Fruto de la fusión de Barikion con Wolzard, en una forma de centauro gigante.
  - WolKaiser (ウルカイザー Urukaizā?): Fusión de Wolzard y Barikion, esta vez con Barikion formando una armadura para Wolzard.
  - FireKaiser (ファイヤーカイザー FaiyāKaizā?): Fruto de la combinación de Magi Phoenix y Barikion, con el hechizo "Giruma Māgi Magi Jinga".
- Unigolon (ユニゴルオン Yunigoruon?): Se trata de un Majū Unicornio. Es similar en apariencia a Barikion, pero de color blanco y con un cuerno.
  - Saint Kaiser (セイントカイザ Seinto Kaizā?): Fruto de la fusión de Magi Phoenix y Unigolon, con el hechizo "Māgi Magi Giruma Jinga".
- Magi Legend (マジレジェンド MajiRejendo?): Fusión de Majū Lion y Majū Furebird en una forma humanoide. En esta forma, los Magiranger, al igual que con los MagiMajin, se materializan en una cabina interior con forma de tablero de ajedrez.
  - Magi Firebird (マジファイヤーバード Maji Faiyābādo?): También conocido como el "Pájaro de Fuego Carmesí", es la forma Majū de Magi Red Legendario. Aparece al usar el hechizo "Māgi Golu Majūlu". Forma la espalda y las alas de MagiLegend.
  - Magi Lion (マジライオン Maji Raion?): También conocido como el "León de Cuatro Colores", se forma a partir de la fusión de Magi Yellow, Magi Blue, Magi Pink y Magi Green al usar el hechizo "Māgi Giruma Golu Gogōlu". Forma el resto del cuerpo de Magi Legend.

### Imperio Subterráneo del Hades Infershia
El Imperio Subterráneo del Hades Infershia (地底冥府インフェルシア Chitei Meifu Inferushia?) son los villanos principales. Vienen del reino de Kedomono en el centro de la Tierra, gobernado por el misterioso N Ma. Hace 15 años, N Ma creó la Puerta del Hades para enviar su ejército completo a la Tierra, pero fueron detenidos por el Santo Celestial Blagel. Los agentes de N Ma buscan romper el sello para volver a la conquista de la superficie.
- Dios Absoluto N Ma (絶対神ン・マ Zettaishin N Ma?): Es el misterioso líder de Infershia, con muchos títulos como, entre otros, el Emperador Bestial del Hades, como le llama Wolzard, y la Gran Bestia por Meemy. N Ma es una entidad de pura maldad a la que le mueve una malicia absoluta y un deseo incontrolable de devorar todo lo que ve. Hace tiempo, creó la Puerta del Hades para enviar a sus ejércitos a la superficie y conquistarla. Tras una feroz batalla, él y sus secuaces fueron derrotados y Blagel les selló.
- General de la Victoria Branken (凱力大将ブランケン Gairiki Taishō Buranken?): El primer alto comandante, aunque a veces Wolzard tenía la última palabra sobre él. En el pasado fue un Alto Zobil, y luchó para ascender a su rango. Piensa que los débiles no tienen sitio en Infershia, y tiene muy mal genio, atacando a cualquiera de rango inferior que le moleste. Es en parte máquina, y tiene engranajes que se mueven, y un cuerno que puede salírsele, sobre todo cuando se enfada. Lleva la Espada Imperial Colmillo Infernal, cuya hoja se forjó a partir de un colmillo de N Ma.
- Sacerdote de Hechicería Meemy (魔導神官メーミィ Madō Shinkan Mēmyi:?): El segundo alto comandante. Antiguamente era el Santo Celestial Raigel (天空聖者ライジェル Tenkū Seija Raijeru?) hasta que vio en la magia una forma de satisfacer sus propios deseos egoístas. Lleva un colmillo extensible con un espejo que le permite ver lo que ocurre en la superficie. También lleva una espada de Magitopia. Es un cobarde por naturaleza que no duda en recurrir al juego sucio en batalla para asegurarse su supervivencia.
- Espía Fantasma Vancuria (妖幻密使バンキュリア Yōgen Misshi Bankyuria?): Una espía de Infershia. Es la Reina de los Vampiros, a la que no afecta la luz del sol y que es virtualmente indestructible. Sin embargo, aunque es inmortal, su existencia es solitario, y con el tiempo desarrolló una habilidad para dividirse en dos, formando a las hermanas Nai y Mea. Como resultado de su "cuerpo especial", a ella no le afecta el sello que mantiene al resto de Infershia atrapados, y sirve para espiar y preparar los planes de su amo.
  - Nai (ナイ Nai?) y Mea (メア Mea?): Son las formas separadas de Vancuria, el resultado de su deseo de tener una compañía para curar su soledad. Son unas malévolas chicas vampiras vestidas como una especie de Lolitas góticas. Nai parece ser la "hermana mayor", y Mea suele repetir un trozo de lo que Nai dice. Suelen recuperar la forma de Vancuria cuando se ponen serias en una batalla, pero también tienen ataques y armas por separados. Sus nombres juntos son un juego de palabras con la pronunciación de la palabra en inglés "nightmare", "pesadilla".
- Caballero Oscuro Wolzard (魔導騎士ウルザード Madōkishi Uruzādo?): Es la forma en la cual estuvo Blagel bajo el poder de N Ma, obligándolo a servir a Infershia contra su voluntad
- Panteón de Infershia (冥府十神 Meifu Jusshin?): También conocidos como el Panteón del Infierno y los Dioses Hades de Infershia, está compuesto de diez dioses del mismo Hades, unos gigantes que son los sirvientes más leales de N Ma.
  - Ifrit (イフリート Efurīto?): Un demonio de fuego que usa un palo con una bola y una cadena como sus armas. El primero de los Dioses Hades elegido para desafiar a los Magirangers y llevar su ira sobre los humanos. Puede evaporar cualquier cosa que mire.
  - Cyclops (イクロプス Saikuropusu?): Él es un demonio cíclope que empuñaba un rifle de francotirador con una bayoneta que le permite hacer desaparecer cualquier cosa que alcance con sus disparos. También es uno de los más tranquilos y serenos, incluso cuando se enoja se calma rápidamente; cuando esto sucede su ojo rojo parpadea y acaricia su barbilla para calmarse.
  - Gorgon (ゴーゴン Gōgon?): Una demonio serpiente que usa un escudo de espejo, similar a la Égida de Atenea para conjurar serpientes y dispersarlas o para convertir a sus víctimas en piedra,  puede convertirse en serpiente gigante para devorar a sus enemigos.
  - Drake (ドレイク Doreiku?): El más violento de los Dioses, un demonio dragón que realmente no tiene lealtad hacia N Ma ni ningún respeto hacia Infershia. El único deseo de Drake es destruir todo en la superficie, Está armado con una espada que puede disparar ráfagas de rayos y posee la armadura de Infershia más fuerte que lo protege de cualquier golpe.
  - Toad (トード Tōdo?): Es un demonio sapo que lleva un martillo que también sirve como trompeta, puede disparar varios tipos de venenos de sus verrugas, y también disparar globos grandes y explosivos de una baba de alquitrán de su boca.
  - Wyvern (ワイバーン Waibān?): Es un demonio wyvern que posee la mayor velocidad de los Dioses, y en la opinión de Dagon, también es el más arrogante, Wyvern empuña una lanza que puede lanzar poderosas esferas de energía.
  - Titan (ティターン Titān?): Uno de los miembros físicamente más fuertes de los Dioses de Infershia, usa un báculo de doble filo. Titan aborrece la necesidad de sufrimiento innecesario y peleas sin sentido. Eventualmente fue escogido como el nuevo cuerpo de N Ma
  - Sphinx (スフィンクス Sufinkusu?): Es la más sabia de los Dioses y la que más curiosidad siente por los Magiranger. Una demonio esfinge que se asegura de que los otros Dioses sigan los preceptos oscuros y sirve como observadora de sus actividades. Está armada con un guantelete/bazooka.
  - Sleipnir (スレイプニル Sureipuniru?): Es el más honorable  y el verdadero líder de los Dioses de Infershia. Un demonio parecido a un caballero que empuña una lanza de justas o una espada dentada y un escudo. Sleipner actúa como un líder de guerra y un consejero entre los Dioses y se jacta de poseer los mayores movimientos ofensivos.
  - Dagon (ダゴン Dagon?): Es un miembro aparentemente invencible de los Dioses de Infershia, es un demonio parecido a una criatura marina  que usa un tridente como arma. Dagon no confía en nadie excepto en sí mismo y en N Ma y sólo se preocupa por servirlo y nada más, ni siquiera el bienestar de sus compañeros parece importarle.
- Altos Zobils (ハイゾビル Hai Zobiru?): Son unos zombis de alto rango que llevan bastones con espinas o látigos y que lideran a los Zobils en batalla como sus comandantes. También pueden controlar a algunas de las Bestias del Hades.
- Zobils (ゾビル Zobiru?): Son los soldados de campo de Infershia, unos cadáveres que llevan hachas y que siguen a los Altos Zobils. Hay miles de ellos en la mazmorra, y bajo sus cascos no son más que repugnantes calaveras medio podridas y con gusanos.

## Episodios
Los episodios en esta temporada se denominan "Escenarios". Cada título es seguido de un hechizo que tiene relevancia durante la trama.
1. La mañana de la partida ~Māji Maji Majīro~ (旅立ちの朝～マージ・マジ・マジーロ～ Tabidachi no Asa ~Māji Maji Majīro~?)
2. Sacando el valor ~Māji Maji Majika~ (勇気を出して～マージ・マジ・マジカ～ Yūki o Dashite ~Māji Maji Majika~?)
3. Monta el dragón mágico ~Māji Jiruma Jinga~ (魔竜に乗れ～マージ・ジルマ・ジンガ～ Maryū ni Nore ~Māji Jiruma Jinga~?)
4. El rey de los Majin ~Māji Jiruma Maji Jinga~ (魔人の王様～マージ・ジルマ・マジ・ジンガ～ Majin no Ōsama ~Māji Jiruma Maji Jinga~?)
5. ¡El camino del amor! ~Māji Majīro~ (恋をしようよ～マージ・マジーロ～ Koi o Shiyō yo ~Māji Majīro~?)
6. El gobernador de la oscuridad ~Ūza Dōza Uru Zanga~ (闇の覇王～ウーザ・ドーザ・ウル・ザンガ～ Yami no Haō ~Ūza Dōza Uru Zanga~?)
7. Dentro del sueño ~Jinga Majīro~ (夢の中へ～ジンガ・マジーロ～ Yume no Naka e ~Jinga Majīro~?)
8. Tú solo eres la heroína ~Majuna Majuna~ (君こそヒロイン～マジュナ・マジュナ～ Kimi Koso Hiroin ~Majuna Majuna~?)
9. La feroz fusión de la amistad ~Jiruma Māji Maji Jinga~ (炎の友情合体～ジルマ・マージ・マジ・ジンガ～ Honō no Yūjō Gattai ~Jiruma Māji Maji Jinga~?)
10. Si la flor florece ~Jiruma Magika~ (花が咲いたら～ジルマ・マジカ～ Hana ga Saitara ~Jiruma Majika~?)
11. La noche de los vampiros ~Majīro Majika~ (吸血鬼の夜～マジーロ・マジカ～ Kyūketsuki no Yoru ~Majīro Majika~?)
12. La marca de la determinación ~Māji Jiruma Maji Majika~ (決意のしるし～マージ・ジルマ・マジ・マジカ～ Ketsui no Shirushi ~Māji Jiruma Maji Majika~?)
13. Si yo fuera madre ~Jinga Majuna~ (お母さんなら～ジンガ・マジュナ～ Okāsan Nara ~Jinga Majuna~?)
14. Quema, pega ~Jī Jī Jijiru~ (燃えろパンチ～ジー・ジー・ジジル～ Moero Panchi ~Jī Jī Jijiru~?)
15. El hermano mayor de la novia ~Jiruma Magi Majuna~ (花嫁の兄～ジルマ・マジ・マジュナ～ Hanayome no Ani ~Jiruma Maji Majuna~?)
16. La llave de la puerta ~Uzāra Ugaro~ (門の鍵～ウザーラ・ウガロ～ Mon no Kagi ~Uzāra Ugaro~?)
17. La ternura no es necesaria ~Ūza Dōza Uru Ugaro~ (優しさはいらない～ウーザ・ドーザ・ウル・ウガロ～ Yasashisa wa Iranai ~Ūza Dōza Uru Ugaro~?)
18. Uniendo poderes ~Māji Jiruma Jī Jinga~ (力を合わせて～マージ・ジルマ・ジー・ジンガ～ Chikara o Awasete ~Māji Jiruma Jī Jinga~?)
19. La lámpara mágica ~Mēza Zazare~ (魔法のランプ～メーザ・ザザレ～ Mahō no Ranpu ~Mēza Zazare~?)
20. Bésame, Kero ~Gōru Goru Gorudīro~ (キスしてケロ～ゴール・ゴル・ゴルディーロ～ Kisu Shite Kero ~Gōru Goru Gorudīro~?)
21. Vamos en el Expreso Mágico ~Gō Gō Gorudīro~ (魔法特急で行こう～ゴー・ゴー・ゴルディーロ～ Mahō Tokkyū de Ikō ~Gō Gō Gorudīro~?)
22. ¿Una cita en Kioto? ~Rūma Gorudo~ (京都でデート？～ルーマ・ゴルド～ Kyōto de Dēto? ~Rūma Gorudo~?)
23. Mágia prohibida ~Rōji Menēji Maji Mamaruji~ (禁断の魔法～ロージ・マネージ・マジ・ママルジ～ Kindan no Mahō ~Rōji Menēji Maji Mamaruji~?)
24. Como tu profesor ~Goru Goru Gojika~ (先生として～ゴル・ゴル・ゴジカ～ Sensei Toshite ~Goru Goru Gojika~?)
25. Valor robado ~Jiruma Maji Majīro~ (盗まれた勇気～ジルマ・マジ・マジーロ～ Nusumareta Yūki ~Jiruma Maji Majīro~?)
26. ¡¡Cree!! ~Jiruma Jī Majika~ (信じろよ！～ジルマ・ジー・マジカ～ Shinjiro yo! ~Jiruma Jī Majika~?)
27. Nuestros lazos ~Majīne Majīne~ (俺たちの絆～マジーネ・マジーネ～ Oretachi no Kizuna ~Majīne Majīne~?)
28. Eternamente… ~Jiruma Maji Maji Majīne~ (永遠に…～ジルマ・マジ・マジ・マジーネ～ Eien ni… ~Jiruma Maji Maji Majīne~?)
29. Repitiendo "¿Qué es eso?" ~Jī Maji Majīro~ (くり返す「あれ？」～ジー・マジ・マジーロ～ Kurikaesu "Are?" ~Jī Maji Majīro~?)
30. Poder legendario ~Māji Maji Maji Majīro~ (伝説の力～マージ・マジ・マジ・マジーロ～ Densetsu no Chikara ~Māji Maji Maji Majīro~?)
31. El extraordinario Majin ~Māji Jiruma Goru Jingajin~ (凄まじき魔神～マージ・ジルマ・ゴル・ジンガジン～ Susamajiki Majin ~Māji Jiruma Goru Jingajin~?)
32. Las palabras de papá ~Māji Jiruma Goru Gojika~ (父の言葉～マージ・ジルマ・ゴル・ゴジカ～ Chichi no Kotoba ~Māji Jiruma Goru Gojika~?)
33. Hacia Infershia ~Māji Goru Majika~ (インフェルシアへ～マージ・ゴル・マジカ～ Inferushia e ~Māji Goru Majika~?)
34. Lazos de valor ~Gōru Goru Gorudo~ (勇気の絆～ゴール・ゴル・ゴルド～ Yūki no Kizuna ~Gōru Goru Gorudo~?)
35. El valle de los dioses ~Maji Maji Jijiru~ (神々の谷～マジ・マジ・ジジル～ Kamigami no Tani ~Maji Maji Jijiru~?)
36. Llevando a cabo la retribución divina ~Māji Goru Gojika~ (神罰執行～マージ・ゴル・ゴジカ～ Shinbatsu Shikkō ~Māji Goru Gojika~?)
37. Francotiradores ~Goru Māji~ (狙い撃ち～ゴル・マージ～ Neraiuchi ~Goru Māji~?)
38. Una promesa al hermano mayor ~Gō Majīro~ (アニキとの約束～ゴー・マジーロ～ Aniki to no Yakusoku ~Gō Majīro~?)
39. Hermano y hermana contrarios ~Majuna Jiruma~ (あべこべ姉弟～マジュナ・ジルマ～ Abekobe Kyōdai ~Majuna Jiruma~?)
40. El jardín de la Gorgona ~Majīne Rurudo~ (蛇女の庭～マジーネ・ルルド～ Hebi-onna no Niwa ~Majīne Rurudo~?)
41. El profesor del profesor ~Gōru Goru Majūru~ (先生の先生～ゴール・ゴル・マジュール～ Sensei no Sensei ~Gōru Goru Majūru~?)
42. ¡Confrontación! Dos dioses definitivos ~Gōru Rūma Goru Gonga~ (対決！二極神～ゴール・ルーマ・ゴル・ゴンガ～ Taiketsu! Nikyokushin ~Gōru Rūma Goru Gonga~?)
43. El jardín de las espinas ~Maji Maji Gojika~ (茨の園～マジ・マジ・ゴジカ～ Ibara no Sono ~Maji Maji Gojika~?)
44. Aroma de madre ~Jiruma Jiruma Gonga~ (母さんの匂い～ジルマ・ジルマ・ゴンガ～ Kāsan no Nioi ~Jiruma Jiruma Gonga~?)
45. Esos dos son amigos ~Jī Goru Majuna~ (二人はともだち～ジー・ゴル・マジュナ～ Futari wa Tomodachi ~Jī Goru Majuna~?)
46. Dirígete al lago ~Gōru Goru Goru Gorudīro~ (湖へ向かえ～ゴール・ゴル・ゴル・ゴルディーロ～ Mizūmi e Mukae ~Gōru Goru Goru Gorudīro~?)
47. Usando la magia para alcanzarte ~Rurudo Gorudīro~ (君にかける魔法～ルルド・ゴルディーロ～ Kimi ni Kakeru Mahō ~Rurudo Gorudīro~?)
48. La batalla decisiva ~Maji Majūru Gogōru Jingajin~ (決戦～マジ・マジュール・ゴゴール・ジンガジン～ Kessen ~Maji Majūru Gogōru Jingajin~?)
49. Regreso a las leyendas ~Māji Maji Majendo~ (伝説への帰還～マージ・マジ・マジェンド～ Densetsu e no Kikan ~Māji Maji Majendo~?)

### Películas
- Mahō Sentai Magiranger the Movie: Bride of Infershia (魔法戦隊マジレンジャー THE MOVIE インフェルシアの花嫁 Mahō Sentai Majirenjā Za Mūbī: Inferushia no Hanayome?): Estrenada el 3 de septiembre de 2005.
- Mahō Sentai Magiranger vs. Dekaranger (魔法戦隊マジレンジャーVSデカレンジャー Mahō Sentai Magirenjā tai Dekarenjā?): Película crossover entre Magiranger y su serie predecesora Tokusō Sentai Dekaranger. Estrenada el 10 de marzo de 2006

## Reparto
- Kai Ozu: Atsushi Hashimoto
- Tsubasa Ozu: Hiroya Matsumoto
- Urara Ozu: Asami Kai
- Hōka Ozu: Ayumi Beppu
- Makito Ozu: Yuki Ito
- Hikaru: Yōsuke Ichikawa
- Miyuki Ozu: Azusa Watanabe
- Isamu Ozu: Tsutomu Isobe
- Mandora Boy: Kumiko Higa
- Yuka Yamazaki: Kaoru Hirata
- Smoky: Takeshi Kusao
- Lunagel: Meibi Yamanōchi
- Chronogel: Keiichi Noda
- Snowgel: Keiko Han
- Magiel: Machiko Soga
- Dios Absoluto N Ma: Katsumi Shiono y Daisuke Namikawa
- General de la Victoria Branken: Hisao Egawa
- Sacerdote de Hechicería Meemy: Yasuhiro Takato
- Espía Fantasma Vancuria: Misa Watanabe
- Nai: Chiaki Horan
- Mea: Tomomi Kitagami
- Ifrit: Tetsu Inada
- Cyclops: Ryōtarō Okiayu
- Gorgon: Atsuko Tanaka
- Drake: Kazuki Yao
- Toad: Masato Hirano
- Wyvern: Nozomu Sasaki
- Titan: Mitsuru Ogata
- Sphinx: Kyoko Terase
- Sleipnir: Hideyuki Umezu
- Dagon: Akio Ōtsuka
- Narrador/Voz de los hechizos: Tesshō Genda

## Temas musicales

### Tema de apertura
- Mahō Sentai Magiranger (魔法戦隊マジレンジャー Mahō Sentai Majirenjā?)
  - Letra: Yūho Iwasato
  - Música: Takafumi Iwasaki
  - Arreglos: Seiichi Kyōda
  - Intérprete: Takafumi Iwasaki

### Tema de cierre
- Jumon Kōrin ~ Magical Force (呪文降臨～マジカル・フォース Jumon Kōrin ~ Majikaru Fōsu?, La llegada del hechizo ~ Magical Force)
  - Letra: Yūho Iwasato
  - Música: YOFFY
  - Arreglos: Psychic Lover & Kenichirō Ōishi
  - Intérprete: Sister MAYO